# Veikko Salminen
Veikko Ilmari Salminen (* 12. August 1945 in Helsinki) ist ein ehemaliger finnischer Pentathlet, Fechter und Schwimmer.

## Karriere
Salminen war zweimal Teilnehmer bei Olympischen Spielen. Bei den Spielen 1972 in München belegte er im Einzel des Modernen Fünfkampfs den 17. Platz. Mit der Mannschaft, die aus Salminen, Martti Ketelä und Risto Hurme bestand, errang er die Bronzemedaille. Vier Jahre darauf, bei den Olympischen Spielen in Montreal, trat er im Fechten an. Im Degeneinzel erfocht er einen geteilten 58. Rang, mit der Mannschaft einen geteilten elften Rang.
Auf nationaler Ebene sammelte Salminen in all seinen Sportarten Titel. Dreimal wurde er Landesmeister im Modernen Fünfkampf (1971, 1974 und 1978), ebenso oft gewann er den Mannschaftstitel im Degenfechten (1968, 1970 und 1972). Im Schwimmen wurde er von 1963 bis 1967 fünfmal in Folge finnischer Meister mit der Staffel über 4 × 200 m Freistil.
Salminen war von Beruf Feuerwehrmann.